# 川の流れを見つめて
「川の流れを見つめて」（Watching the River Flow）は、ボブ・ディランが作詞・作曲・歌唱し、1971年6月3日にシングルとしてリリースされた楽曲。

## 概要
1970年10月にアルバム『新しい夜明け』を発表したのち、ディランは新しいサウンドを求めてレオン・ラッセルに次の作品のプロデュースを依頼した。ラッセルはニューヨークのブルー・ロック・スタジオをおさえ、1971年3月16日から3月19日にかけて本作品と「マスターピース」を録音した。「川の流れを見つめて」はスタジオ・ジャムの中で生まれ、ラッセルの記憶によれば、ベーシック・トラックがレコーディングされたあとディランは数分で詞を書き上げたという。
1971年8月7日付のビルボード・Hot 100で41位を記録した。全英シングルチャートで24位、カナダRPMで19位を記録した。

## パーソネル
- ボブ・ディラン - ボーカル、ギター
- レオン・ラッセル - ピアノ、プロデューサー
- ジェシ・エド・デイヴィス - ギター
- ドン・プレストン（Don Preston） - ギター
- カール・レイドル - ベース
- ジム・ケルトナー - ドラムス

## 収録レコード
シングル
- Watching The River Flow / Spanish Is The Loving Tongue（1971年、Columbia 4-45409）
  - 日本盤　川の流れを見つめて／スペイン語は愛の言葉（CBSソニー、CBSA-82116）

B面「スペイン語は愛の言葉」は、トラディショナル・ソング。Big Band Version も存在するが、そのテイクの中からピアノパートのみを抜き出したもの。『傑作』（1978年）に収録されたが廃盤。『ディラン』（1973年）には、『セルフ・ポートレイト』（1970年）セッションのバージョンが収録された。
アルバム
- グレーテスト・ヒット第2集（1971年）

## カバー・バージョン
- スティーヴ・ギボンズ・バンド - 1977年のアルバム『Caught in the Act』に収録。
- ジョー・コッカー - 1978年のアルバム『Luxury You Can Afford』に収録。
- キャンディ・ケイン - 1995年のアルバム『Knockout』に収録。
- ベン・ウォーターズ、ローリング・ストーンズ - 2011年にベン・ウォーターズ名義で発表されたトリビュート・アルバム『Boogie 4 Stu: A Tribute To Ian Stewart』に収録[6]。